# Atenió (poeta)
Atenió (en llatí Athenion, en grec antic Ἀθηνίων) fou un poeta còmic grec que va viure entre els segles iii aC i II aC.
Només el menciona Ateneu de Naucratis, que ha conservat un llarg extracte d'una de les seves obres de teatre titulada Σαμόθρακες (Els samotracis).